# Урсицин
Урсици́н (или Урзици́н) (лат. Ursicinus, греч. Οὐρσικῖνος), римский полководец IV века н. э.

## Военные должности
В 349—359 гг. занимал военную должность magister equitum, в 359—360 гг. — magister peditum.

## Биография
Сведения о жизни Урсицина сосредоточены почти исключительно в сочинении Аммиана Марцеллина, известном под названием «Деяния» (Res gestae). Военная карьера Урсицина началась ещё при императоре Константине — Аммиан Марцеллин называет его «боевым товарищем Константина Великого». Дальнейший жизненный путь Урсицина может быть реконструирован только начиная с 353 года, с которого начинается труд Аммиана Марцеллина. В 359 году Урсицин уже в течение 10 лет находился в должности magister equitum; следовательно, назначен на этот пост он был в 349 году, уже при императоре Констанции II. В таком случае, именно Урсицин упомянут Аммианом Марцеллином в описании набегов исавров на города римского Востока в 353 году В 353—354 гг. Урсицин, находясь в Нисибисе, командовал войсками на восточной границе Римской империи, где организовывал защиту азиатских провинций Рима от вторжений персов.
В 354 году Урсицин был вызван цезарем Галлом из Нисибиса в Антиохию для участия в качестве судьи в расследовании ряда дел о государственной измене. Несколько позже в том же 354 году императором Констанцием II Урсицин был отозван уже ко двору — в Медиолан — из-за опасения, внушенного ему придворными интриганами, что Урсицин может поднять на Востоке вооруженное восстание с целью захвата власти. Тем не менее, в 355 году, когда в Галлии вспыхнул военный мятеж во главе с местным командующим Сильваном, туда для подавления армейского бунта был направлен именно Урсицин. После подавления мятежа Сильвана Урсицин в звании magister equitum находился в Галлии до тех пор, пока не был заменён Марцеллом (Marcellus). В 357 году Урсицин был вызван императором Констанцием II в Сирмий и вновь получил назначение на Восток.
В 359 году, находясь в Самосате, Урсицин получает от императора новое назначение: в звании magister peditum он из-за очередных придворных интриг был отозван в столицу, а его место занял новый «начальник конницы» на Востоке — Сабиниан (Sabinianus). Однако по пути в Италию, Урсицин получил письмо от императора с приказом вновь вернуться на Восток и участвовать в возобновившейся войне с сасанидским Ираном. Урсицин прибыл в Нисибис — один из ключевых пунктов на восточной границе империи — и предпринял меры по организации его обороны. В скором времени персы осадили другую важную римскую крепость — Амиду, однако Урсицин, находившийся в подчинении у Сабиниана, не смог убедить своего командира оказать помощь осажденному городу; в итоге Амида была взята, а её гарнизон полностью уничтожен. После этой неудачи и ухода персов с римской территории Урсицин покинул Нисибис прибыл в Антиохию.
В течение зимы 359/360 года Урсицин находился фактически под следствием — его обвинили в неоказании помощи осажденной персами Амиде, и в результате Урсицин был отправлен Констанцием II в отставку. Дальнейшая судьба Урсицина неизвестна.

## Урсицин в оценке Аммиана Марцеллина
Аммиан Марцеллин описывает Урсицина следующим образом:
Он был боевым человеком, всегда служившим отечеству оружием, хорошим полководцем, но не был знаком с судопроизводством. Опасаясь за себя, в тревоге глядел он на выползавших из одних и тех же нор обвинителей и судей, пребывавших во взаимном согласии.
Историк также говорит об Урсицине как о «старом боевом командире, который лучше других на своем продолжительном опыте был знаком с военным искусством персов».

## Мнение об Урсицине современных исследователей
Бросающееся в глаза крайне позитивное мнение Аммиана Марцеллина об Урсицине заставило ряд историков усомниться в искренности автора «Деяний». Некоторые исследователи оценивают Урсицина не так высоко, как Аммиан, относя идеализацию этого полководца в «Деяниях» на счет зависимости (по роду службы) самого Аммиана от Урсицина, а также других факторов.

## Родственные связи
Исходя из данных Аммиана Марцеллина, можно заключить, что Урсицин был женат, так как у него имелись сыновья. В 354 г. сыновья Урсицина были уже взрослыми людьми и, судя по всему, занимали в римской армии руководящие должности. Они (вместе с отцом) подозревались Констанцием II в стремлении к захвату власти на востоке Римской империи, что и стало основанием для отзыва Урсицина в 354 году ко двору (см. выше).
В «Деяниях» Аммиана Марцеллина содержится следующий пассаж, характеризующий сыновей Урсицина (правда, с позиции интриговавших против них придворных) следующим образом:
…Его взрослые уже сыновья, вызывавшие к себе всеобщие симпатии своей красотой и юностью, питают преступные замыслы, будто они щеголяют своими всесторонними знаниями в военном деле и намеренно выставляют на всеобщее обозрение в ежедневных воинских учениях свою силу и ловкость.
Имена жены и детей Урсицина нам неизвестны, но одного из сыновей, согласно Аммиану, звали Потенций (Potentius); он погиб в битве при Адрианополе (378 г.).